# Idionyx murcia
Idionyx murcia – gatunek ważki z rodziny Synthemistidae. Występuje jedynie na dwóch indonezyjskich wyspach – Lombok i Sumbawa.